# Half-Life: Alyx
Half-Life: Alyx is een virtual reality (vr) first-person shooter ontwikkeld en uitgegeven door Valve. Het is het eerste spel in de Half-Life-serie sinds de release van Half-Life 2: Episode Two in 2007. Het spel is in maart 2020 uitgekomen voor Windows.
Het spel is exclusief te spelen met een vr-bril; Valve heeft aangegeven dat het spel ook in de toekomst niet compatibel zal worden gemaakt voor andere typen beeldscherm of invoerapparaat. Het spel zal alle vr-brillen ondersteunen die compatibel zijn met SteamVR, zoals de Valve Index, HTC Vive en de Oculus Rift.

## Verhaal
Het spel speelt zich af tussen de gebeurtenissen van Half-Life en Half-Life 2. De speler bestuurt Alyx Vance die samen met haar vader Eli tegen de Combine, een interdimensionaal rijk, vecht. 

## Ontvangst
| \| Recensiescore \| Recensiescore \| \| Recensieverzamelaar \| Score \| \| ------------------- \| ------------- \| \| Metacritic \| 93/100[4] \| \| Publicist \| Score \| \| Gamer.nl \| 9,5/10[5] \| \| Power Unlimited \| 95/100[6] \| \| Tweakers \| 8,5/10[7] \| |        |
| Recensiescore |        |
| Recensieverzamelaar | Score  |
| Metacritic | 93/100 |
| Publicist | Score  |
| Gamer.nl | 9,5/10 |
| Power Unlimited | 95/100 |
| Tweakers | 8,5/10 |